# Опсада Задра (998)
Године 997. Самуил је прихватио царевску титулу након што су у Бугарску стигле вести да је у Цариграду умро последњи бугарски цар крумове династије Роман Бугарски.
Први задатак Самуила је био да осигура страго, због је повео војни поход против Краљевинe Хрватскe и дошао до Задра,, а затим се вратио преко Босне и Рашке у Бугарску.
Марш је вероватно предузео да спречи могући савез Византије са краљeм Светославoм Суроњoм. Jован Владимир је затворен у Преспи, након чега су Бугари освојили Котор, Рисан и напредовали према Дубровнику, али Самуилов покушај контроле града није успео. Самуил је напустио Дубровник и кренуо према Задру.
Опсада Задра је такође била неуспјешна, па је Самуил кренуо према сјеверу да освоји Босну и Рашку.